# Kwitkowe
Kwitkowe (ukr.  Квіткове; do 1964 Siółko Bożykowskie) – wieś na Ukrainie, w obwodzie tarnopolskim, w rejonie tarnopolskim. W 2001 roku liczyła 243 mieszkańców.
1 czerwca 1914 utworzono gminę jednostkową Siółko ad Bożyków z części obszaru gminy Bożyków.
Do 2020 w rejonie brzeżańskim.